# 少花延胡索
少花延胡索（学名：Corydalis pauciflora）为罂粟科紫堇属下的一个种。

## 扩展阅读
- 維基物種上的相關：少花延胡索